# Blåvand Zoo
Blåvand Zoo, er en zoologisk have i Blåvand med en lang række eksotiske dyr, klappedyr, samt almindelige husdyr. Parken åbnede i 1992 under ledelse af Tove og Hans Hestbech med geder, grise, andre landbrugs/-og husdyr, samt traditionelle eksotiske zoodyr.
Der er løbende blevet udvidet med arter og anlæg. Størrelsen har i nogle år ligget på et antal af ca. 80 arter fordelt på omtrent 400 dyr. I dag indeholder haven bl.a røde kæmpekænguruer, europæisk bison, servaler, bavianer, japanske sneaber og kæmpeskildpadder.
Haven er privatejet og modtager ikke støtte fra det offentlige. Den grundlæggende idé er at især børn skal have mulighed for at komme tæt på dyr, og på den måde fatte interesse for dyr og natur.
Som de første i Danmark, modtog haven i november måned 2009, to hvide løver.